# S1850M電子掃描陣列雷達

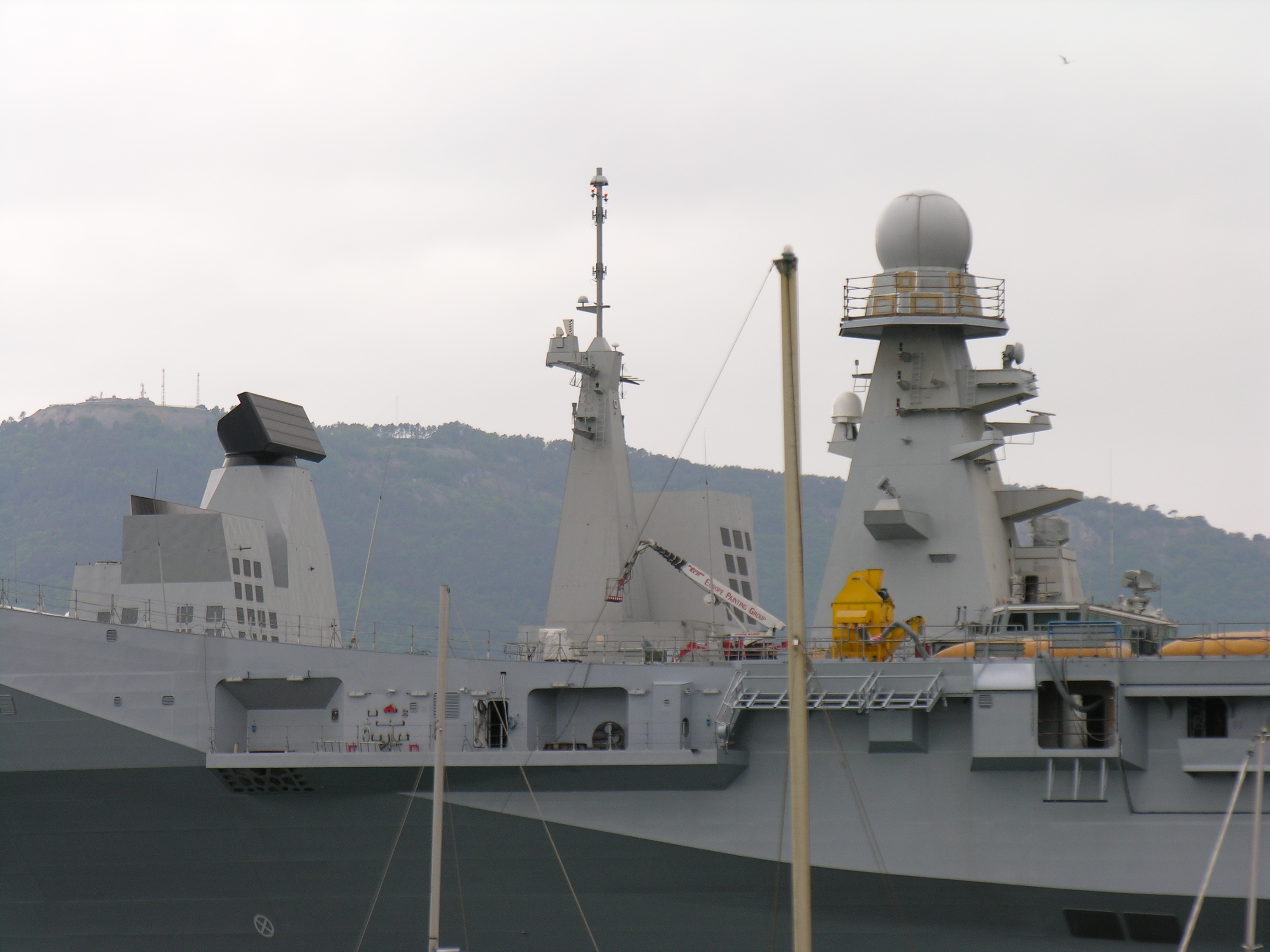
地平線級驅逐艦上的S1850M雷達

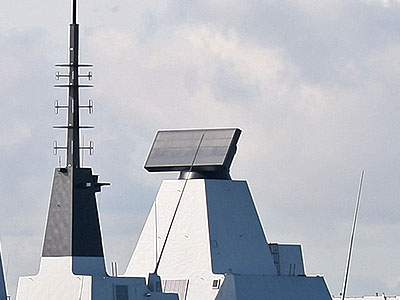
45型驅逐艦上的S1850M雷達

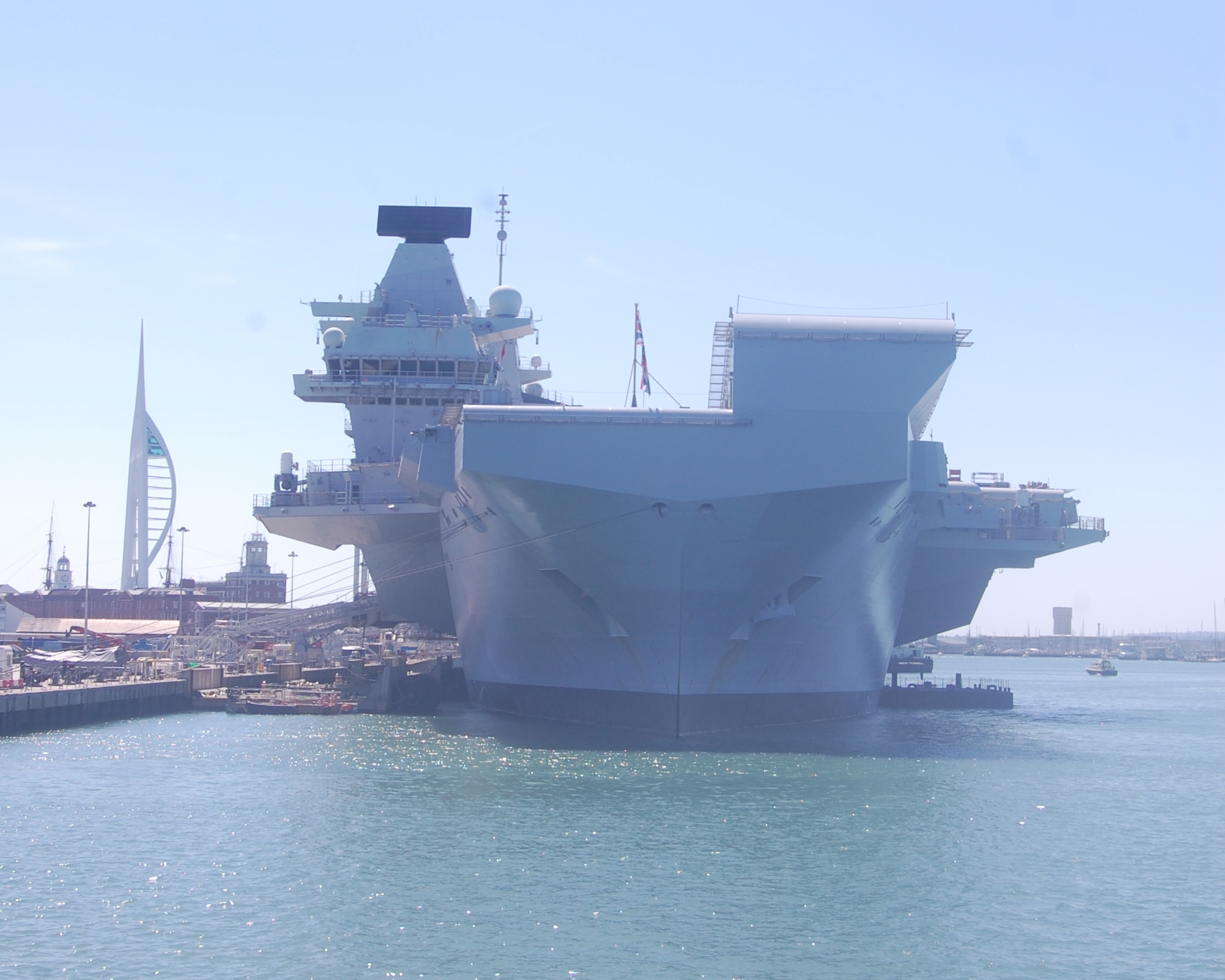
伊莉莎白女王級航空母艦前艦橋上的S1850M雷達

S1850M是一款配备数字天线阵的远程搜索雷达，它可用于长程广域搜索。S1850M是由泰雷兹和BAE 系统集成系统技术公司（原AMS UK ）研制的，是泰雷兹荷兰 SMART-L雷达的改进型。能够在 400 公里（250 英里）的距离内对多达 1000 个目标进行全自动探测和跟踪。它还具有很强的探测隐形目标的能力，并能在短距离内探测和跟踪大气层外物体，使其成为战区弹道导弹防御系统的一部分。
S1850M 的初始生产合同签订于 2001 年：英国两部、法国一部、意大利一部，共同的原型机设在法国土伦。2005 年又签订了后续合同，为英国再生产 5 部，为法国再生产 1 部，为意大利再生产 1 部。
荷兰皇家海军正在其舰艇上安装改进版的SMART-L雷达，它是SMART-L雷达的升级版，称为 SMART-L-EWC（早期预警）雷达。它的搜索半径更大：对弹道导弹的跟踪距离为 2000 千米，对空中目标的跟踪距离为 480 千米。SMART-L EWC 是一种可编程AESA雷达，具有充分的灵活性。在其生命周期内，可根据客户需求增加功能。这使得该雷达能够适应未来不断变化的需求。

## 应用
- 英國皇家海軍：45型驅逐艦和伊麗莎白女王級航空母艦
- 法國海軍：佛賓級驅逐艦
- 義大利海軍：安德烈亞·多里亞級驅逐艦

在目前的所有应用中，S1850M 都是主防空导弹系统的远程雷达 (LRR) 组件。在45型驱逐舰上，它与SAMPSON多功能雷达搭配使用；在地平线级上，它与 EMPAR 多功能雷达搭配使用。
2009 年 2 月 11 日，泰雷兹公司表示将在英国皇家海军伊丽莎白女王级航空母舰上安装 S1850M 雷达。